# Caix
Pour les articles homonymes, voir Caix (homonymie).
Caix [kɛ] est une commune française située dans le département de la Somme en région Hauts-de-France.

## Géographie

### Localisation
Caix est un village picard de l'Amiénois et de la région naturelle du Santerre.
Limitrophe de Rosières-en-Santerre, la localité est située à 14 km au sud-est de Corbie, 17 km au nord-ouest de Roye, 20 km au nord-est de Montdidier, 27 km au sud-est d'Amiens et à 46 km à l'ouest de Saint-Quentin à vol d'oiseau.
Le territoire de la commune est limitrophe de ceux de sept communes.
Les communes limitrophes sont Beaufort-en-Santerre, Cayeux-en-Santerre, Guillaucourt, Harbonnières, Le Quesnel, Rosières-en-Santerre et Vrély.

### Géologie et relief
La partie la plus élevée de la commune est constituée du limon des plateaux de la période éocène. Au-dessous, se trouve un bief à silex.
La vallée de la Luce détermine un relief particulièrement prononcé dont le fond est couvert d'alluvions tourbeuses, au moins dans sa partie la plus basse.
En 1899, les puits sont alimentés par une nappe phréatique qui se situe d'1 m à 22 m de profondeur. Les sources de la Luce alimentent le cours d'eau à  1 000 m à l'ouest du village.
Le point culminant du territoire se trouve sur le chemin de Beaucourt, en limite communale.

### Hydrographie

#### Réseau hydrographique
La commune est située dans le bassin Artois-Picardie. Elle est drainée par la Luce et la Caix,.
La Luce, d'une longueur de 18 km, prend sa source dans la commune  et se jette  dans l'Avre à Thennes, après avoir traversé 13 communes.

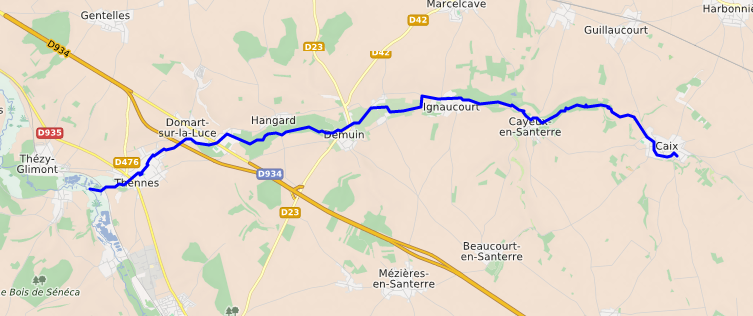
Carte de la Luce.
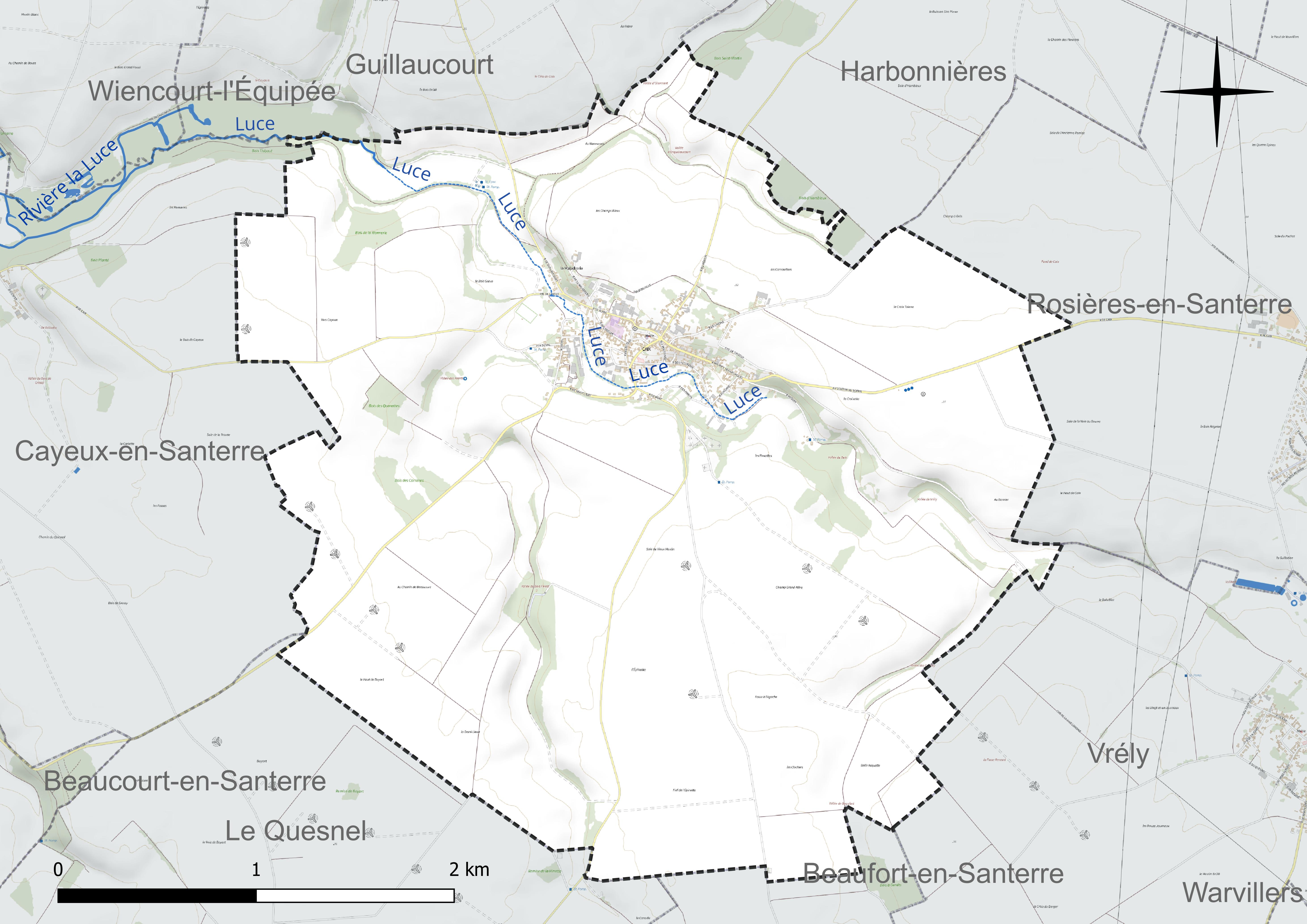
Réseau hydrographique de Caix.

#### Gestion et qualité des eaux
Le territoire communal est couvert par le schéma d'aménagement et de gestion des eaux (SAGE) « Somme aval et Cours d'eau côtiers ». Ce document de planification concerne un territoire de 1 835 km2 de superficie, délimité par le bassin versant de la Somme canalisée. Le périmètre a été arrêté le 29 avril 2010 et le SAGE proprement dit a été approuvé le 6 août 2019. La structure porteuse de l'élaboration et de la mise en œuvre est le syndicat mixte d'aménagement hydraulique du bassin versant de la Somme (AMEVA).
La qualité des cours d'eau peut être consultée sur un site dédié géré par les agences de l'eau et l'Agence française pour la biodiversité.

### Climat
Pour des articles plus généraux, voir Climat des Hauts-de-France et Climat de la Somme.
En 2010, le climat de la commune est de type climat océanique dégradé des plaines du Centre et du Nord, selon une étude du CNRS s'appuyant sur une série de données couvrant la période 1971-2000. En 2020, Météo-France publie une typologie des climats de la France métropolitaine dans laquelle la commune est exposée à un climat océanique et est dans la région climatique Nord-est du bassin Parisien, caractérisée par un ensoleillement médiocre, une pluviométrie moyenne régulièrement répartie au cours de l'année et un hiver froid (3 °C).
Pour la période 1971-2000, la température annuelle moyenne est de 10,3 °C, avec une amplitude thermique annuelle de 14,3 °C. Le cumul annuel moyen de précipitations est de 684 mm, avec 11,3 jours de précipitations en janvier et 8,6 jours en juillet. Pour la période 1991-2020, la température moyenne annuelle observée sur la station météorologique la plus proche, située sur la commune de Rouvroy-en-Santerre à 7 km à vol d'oiseau, est de 10,8 °C et le cumul annuel moyen de précipitations est de 635,8 mm,. Pour l'avenir, les paramètres climatiques de la commune estimés pour 2050 selon différents scénarios d'émission de gaz à effet de serre sont consultables sur un site dédié publié par Météo-France en novembre 2022.

## Urbanisme

### Typologie
Au 1er janvier 2024, Caix est catégorisée bourg rural, selon la nouvelle grille communale de densité à sept niveaux définie par l'Insee en 2022.
Elle est située hors unité urbaine. Par ailleurs la commune fait partie de l'aire d'attraction d'Amiens, dont elle est une commune de la couronne,. Cette aire, qui regroupe 369 communes, est catégorisée dans les aires de 200 000 à moins de 700 000 habitants,.

### Occupation des sols
L'occupation des sols de la commune, telle qu'elle ressort de la base de données européenne d'occupation biophysique des sols Corine Land Cover (CLC), est marquée par l'importance des territoires agricoles (92,5 % en 2018), une proportion identique à celle de 1990 (92,5 %). La répartition détaillée en 2018 est la suivante : 
terres arables (89,7 %), zones urbanisées (7,5 %), zones agricoles hétérogènes (2,8 %), forêts (0,1 %). L'évolution de l'occupation des sols de la commune et de ses infrastructures peut être observée sur les différentes représentations cartographiques du territoire : la carte de Cassini (XVIIIe siècle), la carte d'état-major (1820-1866) et les cartes ou photos aériennes de l'IGN pour la période actuelle (1950 à aujourd'hui).

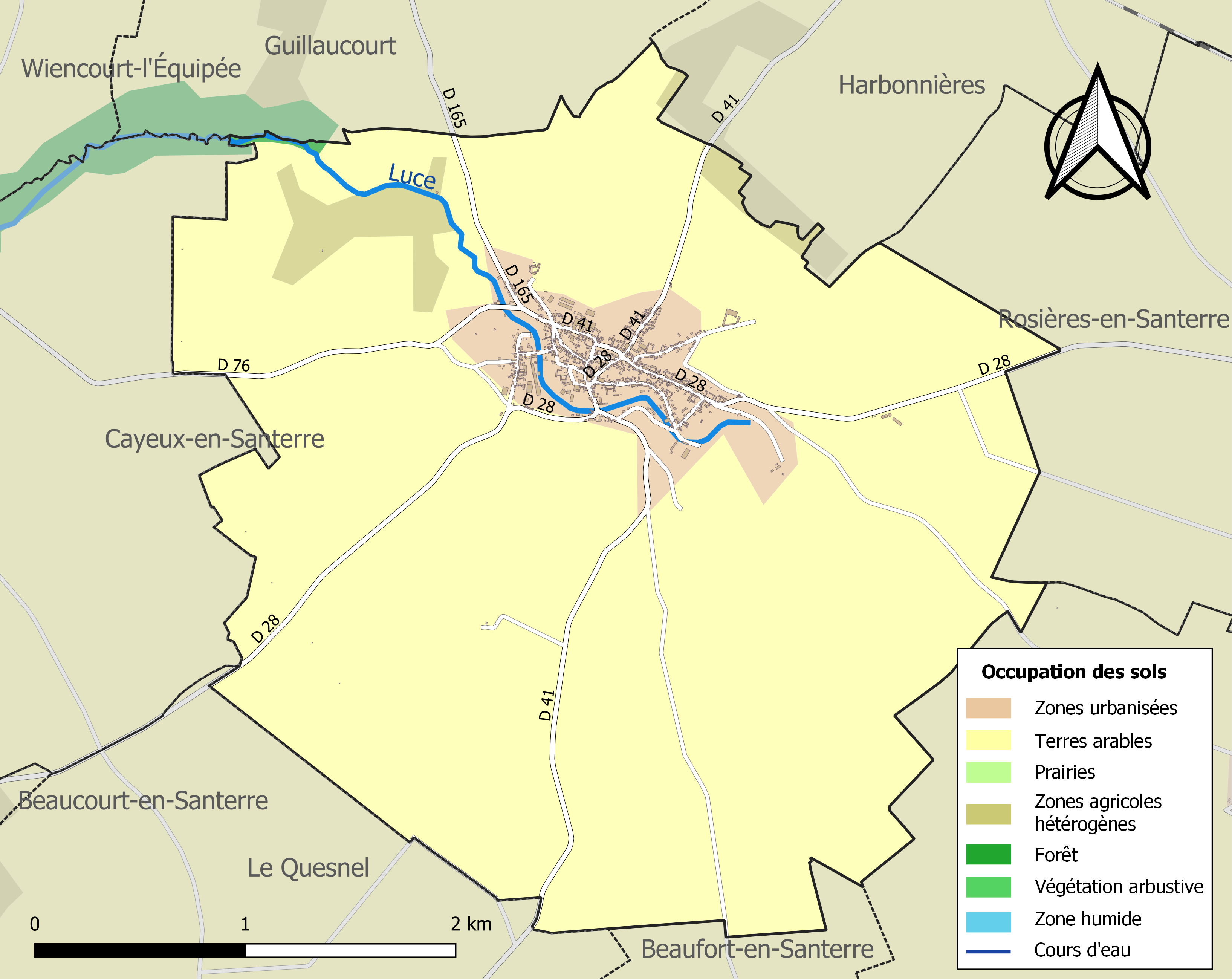
Carte des infrastructures et de l'occupation des sols de la commune en 2018 (CLC).

### Habitat et logement
En 2018, le nombre total de logements dans la commune était de 344, alors qu'il était de 331 en 2013 et de 323 en 2008.
Parmi ces logements, 84 % étaient des résidences principales, 2,2 % des résidences secondaires et 13,7 % des logements vacants. Ces logements étaient pour 98 % d'entre eux des maisons individuelles et pour 0,9 % des appartements.
Le tableau ci-dessous présente la typologie des logements à Caix en 2018 en comparaison avec celle de la Somme et de la France entière. Une caractéristique marquante du parc de logements est ainsi une proportion de résidences secondaires et logements occasionnels (2,2 %) inférieure à celle du département (8,3 %) et  à celle de la France entière (9,7 %). Concernant le statut d'occupation de ces logements, 78,6 % des habitants de la commune sont propriétaires de leur logement (78,4 % en 2013), contre 60,3 % pour la Somme et 57,5 % pour la France entière.
| Typologie                                               | Caix | Somme | France entière |
| ------------------------------------------------------- | ---- | ----- | -------------- |
| Résidences principales (en %)                           | 84   | 83,3  | 82,1           |
| Résidences secondaires et logements occasionnels (en %) | 2,2  | 8,3   | 9,7            |
| Logements vacants (en %)                                | 13,7 | 8,4   | 8,2            |

## Toponymie
Le lieu était dénommé Caium en 1131.
En passant par Cahys, Kaiex, Kais, Caiz, Quaits, le nom actuel a été adopté en 1733.
Le nom de la localité viendrait de « Casa », habitation.

## Histoire

### Préhistoire
Des silex taillés, des poteries, des monnaies, des armes de fer et de bronze attestent d'une occupation antique des lieux. Ces objets sont rassemblés au sein de la collection Leblan, en 1899.

### Antiquité
Des substructions d'une villa gallo-romaine,, d'un fanum et d'autres bâtiments ont été relevées.

### Moyen Âge
- Trente sarcophages mérovingiens ont été recueillis par M. Leblan vers 1865[6].
- Le château est brûlé en 1400, sous Jean de Caix[6].
- Un document daté de 1131 fait mention de Robert de Caix, seigneur du lieu.
- Caix se trouve sur la route du Camp du drap d'or qui hébergea, du 7 au 23 juin 1520, la rencontre entre François Ier et Henri VIII d'Angleterre[20].

### Temps modernes
- La seigneurie relève du comté de Corbie, et est rattachée en 1646, au marquisat de Feuquières-en-Vimeu[6].
- 1675, dernière mention de la famille de Caix en la personne d'Adrien de Caix, écuyer, garde du roi en la Grande Prévôté[25].

### Époque contemporaine

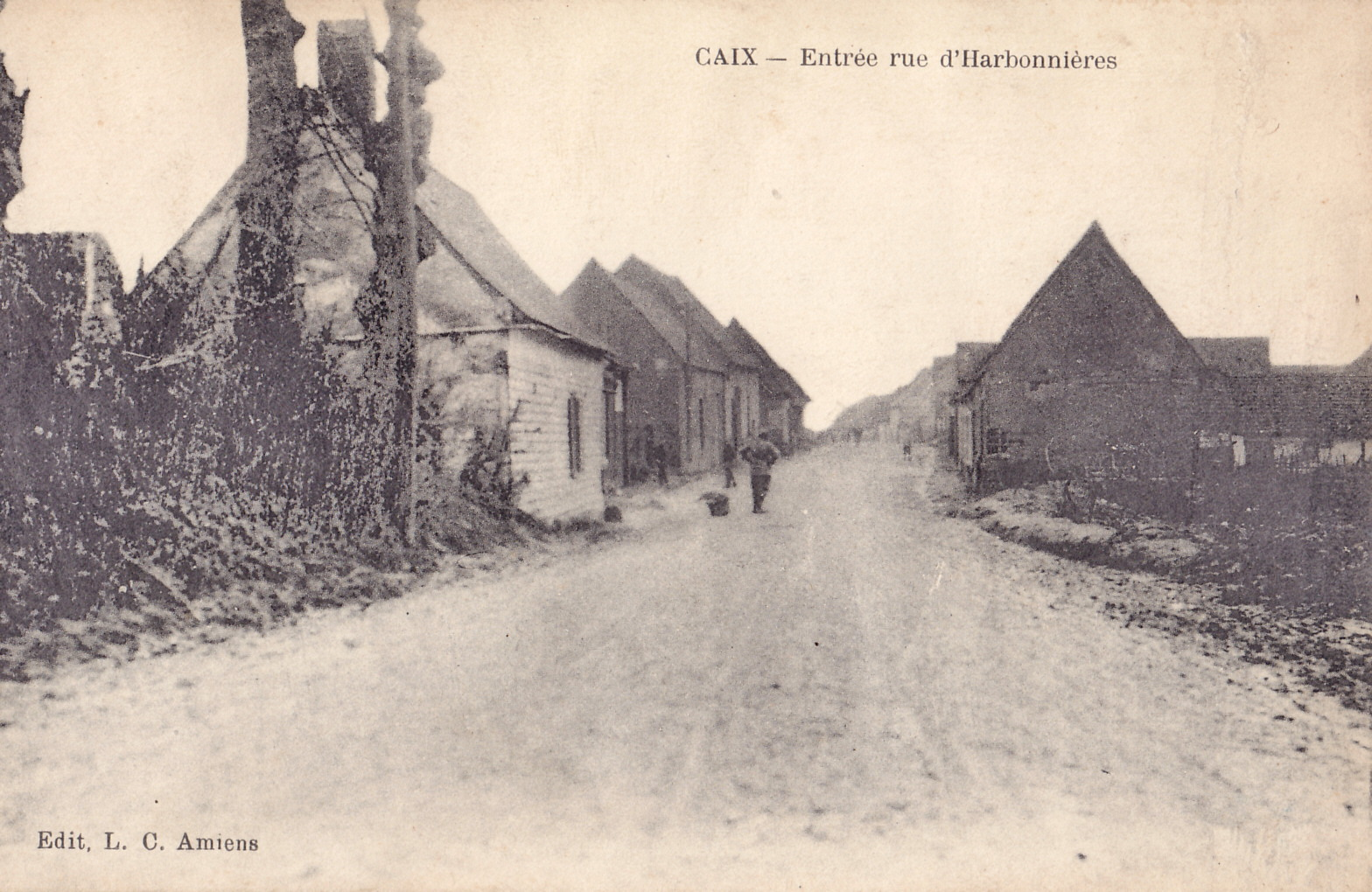
Caix, la rue d'Harbonnières, avant la Première Guerre mondiale.

Au XIXe siècle, le bourg compte une bonneterie, une brasserie et une fabrique de métiers à tricots.
La commune se trouve dans la zone des combats de la Première Guerre mondiale. Un aérodrome militaire allemand a été aménagé entre Caix et Rosières-en-Santerre.
Le bourg  a été décoré de la croix de guerre 1914-1918 le 3 novembre 1920.

## Politique et administration

### Rattachement administratifs et électoraux
La commune se trouvait de 1793 à 2016 dans l'arrondissement de Montdidier du département de la Somme. Par arrêté préfectoral du 27 décembre 2016, la commune en est détachée le 1er janvier 2017 pour intégrer l'arrondissement de Péronne. Pour l'élection des députés, elle fait partie depuis 1958 de la cinquième circonscription de la Somme.
Elle faisait partie depuis 1801 du canton de Rosières-en-Santerre. Dans le cadre du redécoupage cantonal de 2014 en France, la commune est intégrée au canton de Moreuil.

### Intercommunalité
La commune faisait partie de la communauté de communes du Santerre créée le 31 décembre 1993.
Dans le cadre des dispositions de la loi portant nouvelle organisation territoriale de la République du 7 août 2015, qui prévoit que les établissements publics de coopération intercommunale (EPCI) à fiscalité propre doivent avoir un minimum de 15 000 habitants, la préfète de la Somme propose en octobre 2015 un projet de nouveau schéma départemental de coopération intercommunale (SDCI) qui prévoit la réduction de 28 à 16 du nombre des intercommunalités à fiscalité propre du Département.
Le projet préfectoral prévoit la « fusion des communautés de communes de Haute Picardie et du Santerre », le nouvel ensemble de 17 954 habitants regroupant 46 communes,,. À la suite de l'avis favorable de la commission départementale de coopération intercommunale en janvier 2016, la préfecture sollicite l'avis formel des conseils municipaux et communautaires concernés en vue de la mise en œuvre de la fusion le 1er janvier 2017.
Cette procédure aboutit à la création au 1er janvier 2017 de la communauté de communes Terre de Picardie, dont la commune est désormais membre.

### Liste des maires
| Période                                  | Période                       | Identité            | Étiquette   | Qualité |
| ---------------------------------------- | ----------------------------- | ------------------- | ----------- | --- |
| Les données manquantes sont à compléter. |                               |                     |             | |
|                                          |                               |                     |             | |
| avant 1912                               |                               | Télesphore Courtois | Républicain | Fabricant de bonneterie Conseiller général de Rosières-en-Santerre (1880 → 1886) Officier d'Académie |
| 1900                                     | 1912                          | Georges Capronnier  |             | Fabricant en bonneterie, gendre de Télesphore Courtois Conseiller d'arrondissement de Rosières-en-Santerre (1889 → 1929) Membre du tribunal de commerce et de la chambre de commerce d'Amiens (1903 → 1929) Administrateur du journal Le Progrès de la Somme (1909 → 1929)                                  |
| 1912                                     | 1918                          | Charles Lefevre     |             | |
| 1918                                     | 1928                          | Georges Capronnier, |             | Fabricant en bonneterie, gendre de Télesphore Courtois Conseiller d'arrondissement de Rosières-en-Santerre (1889 → 1929) Membre du tribunal de commerce et de la chambre de commerce d'Amiens (1903 → 1929) Administrateur du journal Le Progrès de la Somme (1909 → 1929) Chevalier de la Légion d'honneur |
| juin 1928                                | septembre 1928                | Arthur Derbesse     |             | |
| 1929                                     | 1946                          | Arthur Houziaux     |             | |
| 1946                                     | 1965                          | Georges Devaux      |             | |
| 1965                                     | 1981                          | Maurice Desjardin   |             | |
| 1981                                     | 2001                          | Joseph Fontaine     |             | |
| mars 2001                                | mai 2020                      | Daniel Mannens      | SE          | Agriculteur Vice-président de la CC du Santerre (2014 → 2016) |
| mai 2020,                                | juin 2023                     | Sabine Scribe       |             | Adjointe administrative Mandat écourté par la démission d'une partie du conseil municipal et sa propre démission |
| juillet 2023                             | En cours (au 14 janvier 2024) | Jean-Michel Sailly  |             | Exploitant agricole |

## Équipements et services publics

### Enseignement
La commune a disposé d'une école publique gérée par l'intercommunalité, et qui, au printemps 2017, a scolarisé 45 élèves.
Un regroupement pédagogique concentré à Harbonnières a été envisagé en 2014, mais n'a pas abouti.
L'école ferme à la rentrée 2019. Les écoliers se répartissent dans les communes voisines.
Le collège Jules Verne de Rosières-en-Santerne et le lycée Jean Racine de Montdidier assurent la suite de la scolarité.

## Population et société

### Démographie
L'évolution du nombre d'habitants est connue à travers les recensements de la population effectués dans la commune depuis 1793. Pour les communes de moins de 10 000 habitants, une enquête de recensement portant sur toute la population est réalisée tous les cinq ans, les populations de référence des années intermédiaires étant quant à elles estimées par interpolation ou extrapolation. Pour la commune, le premier recensement exhaustif entrant dans le cadre du nouveau dispositif a été réalisé en 2004.

En 2022, la commune comptait 699 habitants, en évolution de −8,03 % par rapport à 2016 (Somme : −1,26 %, France hors Mayotte : +2,11 %).
| 1793  | 1800  | 1806  | 1821  | 1831  | 1836  | 1841  | 1846  | 1851  |
| ----- | ----- | ----- | ----- | ----- | ----- | ----- | ----- | ----- |
| 1 100 | 1 107 | 1 087 | 1 119 | 1 182 | 1 258 | 1 299 | 1 395 | 1 383 |

| 1856  | 1861  | 1866  | 1872  | 1876  | 1881  | 1886  | 1891  | 1896  |
| ----- | ----- | ----- | ----- | ----- | ----- | ----- | ----- | ----- |
| 1 375 | 1 350 | 1 333 | 1 381 | 1 400 | 1 527 | 1 551 | 1 586 | 1 368 |

| 1901  | 1906  | 1911  | 1921 | 1926 | 1931 | 1936 | 1946 | 1954 |
| ----- | ----- | ----- | ---- | ---- | ---- | ---- | ---- | ---- |
| 1 342 | 1 265 | 1 204 | 824  | 854  | 768  | 699  | 743  | 761  |

| 1962 | 1968 | 1975 | 1982 | 1990 | 1999 | 2004 | 2006 | 2009 |
| ---- | ---- | ---- | ---- | ---- | ---- | ---- | ---- | ---- |
| 719  | 722  | 650  | 611  | 621  | 658  | 706  | 701  | 730  |

| 2014 | 2019 | 2022 | - | - | - | - | - | - |
| ---- | ---- | ---- | - | - | - | - | - | - |
| 755  | 699  | 699  | - | - | - | - | - | - |

2016 : 758 habitants.

## Économie
Le bourg ne dispose plus, en 2017, que d'un seul commerce de proximité, une boulangerie, dont le maintien est menacé par un trop faible chiffre d'affaires.
La boulangerie ferme en début d'année 2019.

## Culture locale et patrimoine

### Lieux et monuments
- Église Sainte-Croix, datant des XIIIe, XVe et XVIe siècles, classée aux monuments historiques[60], et ses fonts baptismaux du XVIe siècle[61].

- Chapelle Notre-Dame du Bon Secours. Construite en 1828 et restaurée en 1931, sa façade est en pierre et ses murs en brique. Un pèlerinage devait favoriser la marche des enfants[62].
- Chapelle à la Vierge, place du vieux château, collée à une habitation[62].
- Cimetières militaires allemand, britannique, canadien de la Première Guerre mondiale.

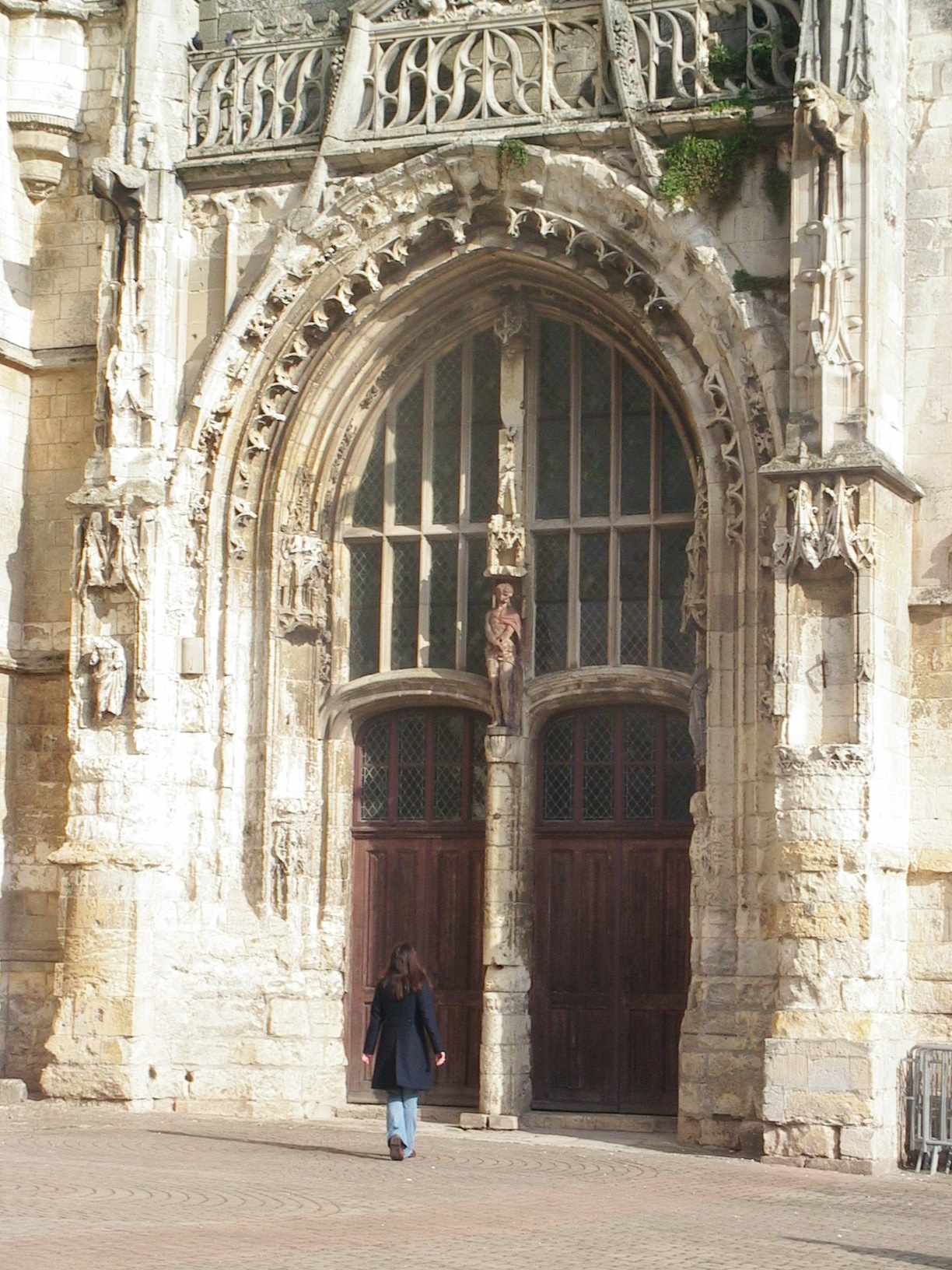
L'église de Caix.
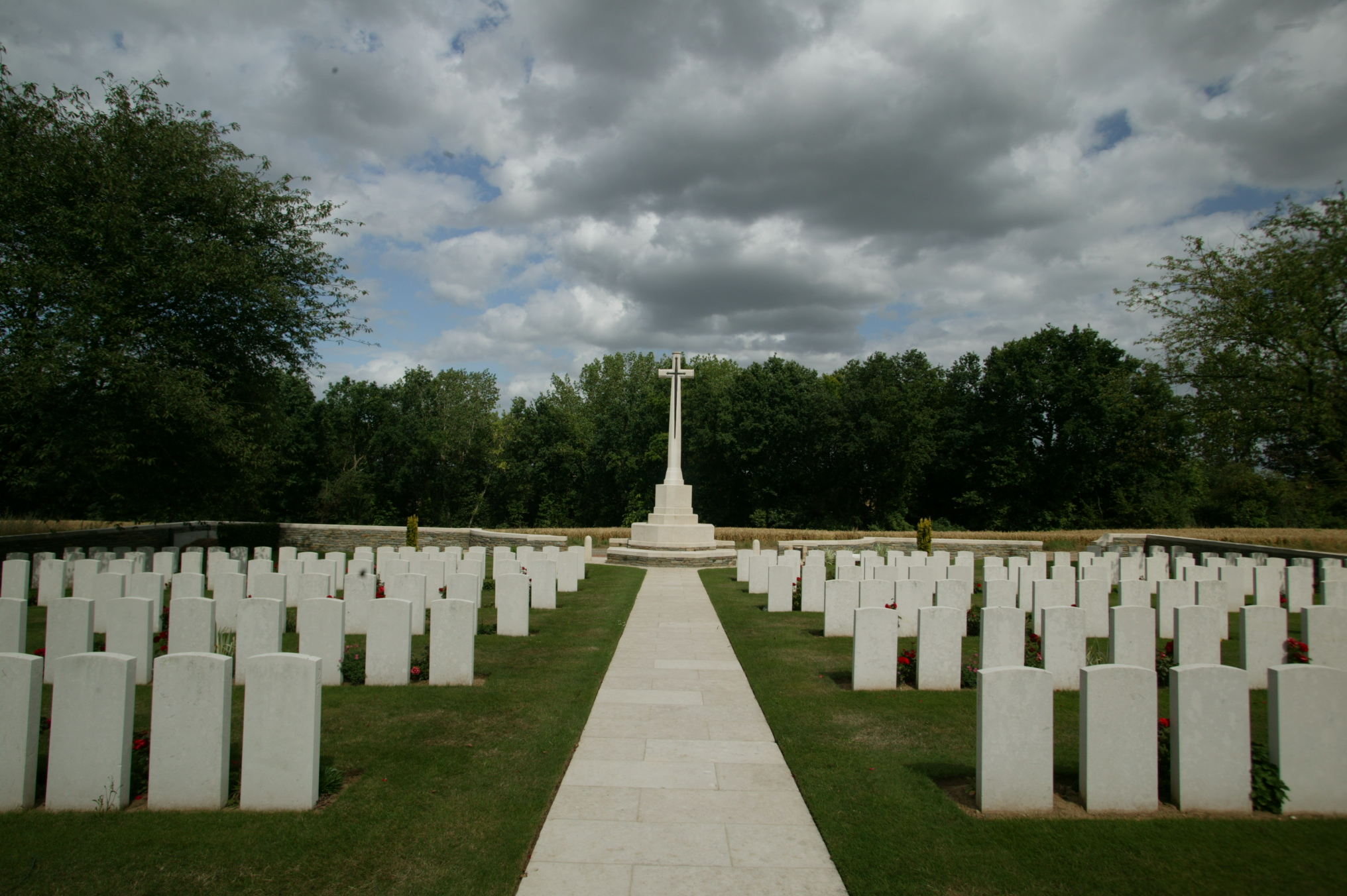
Cimetière militaire britannique.
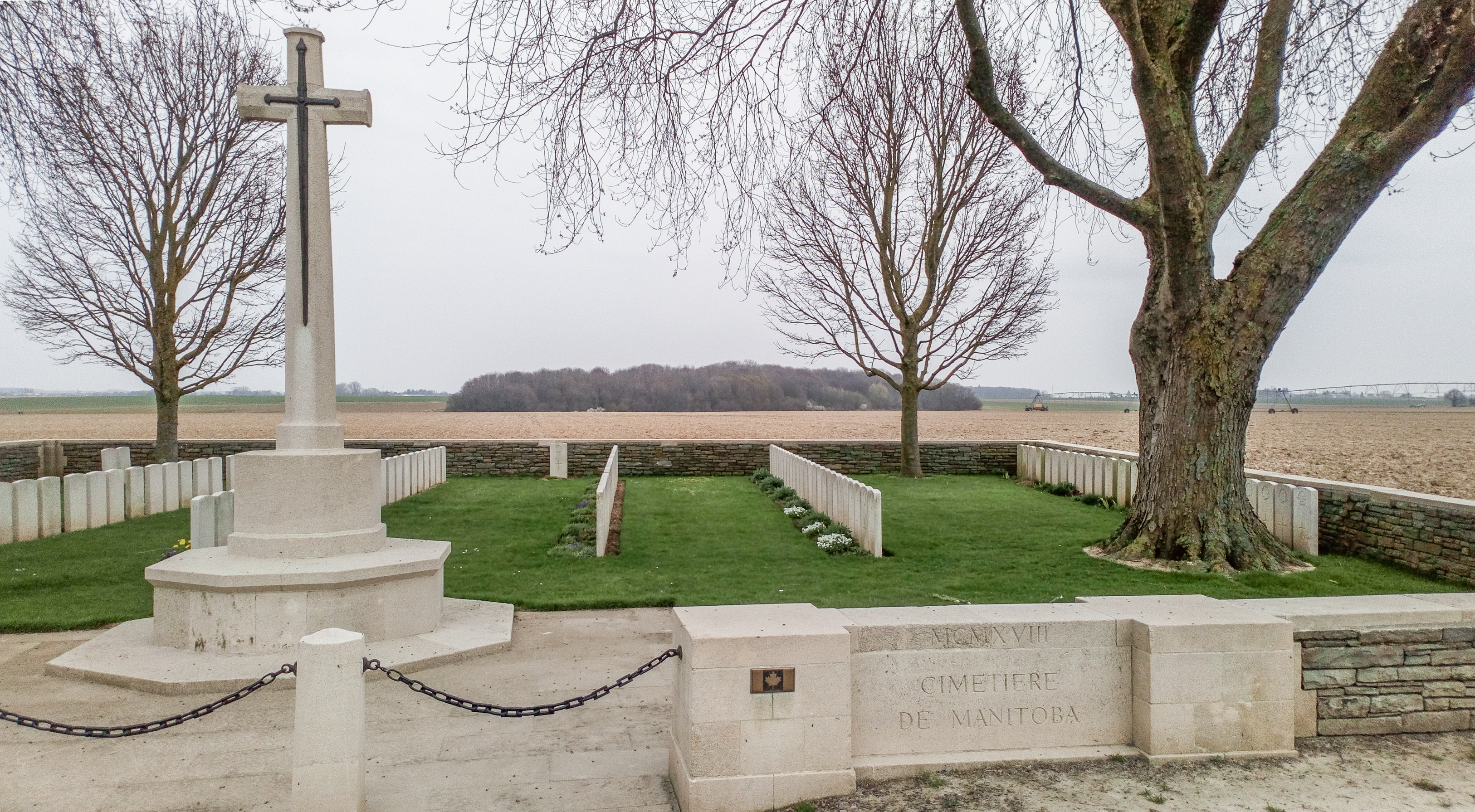
Cimetière militaire canadien de Manitoba.
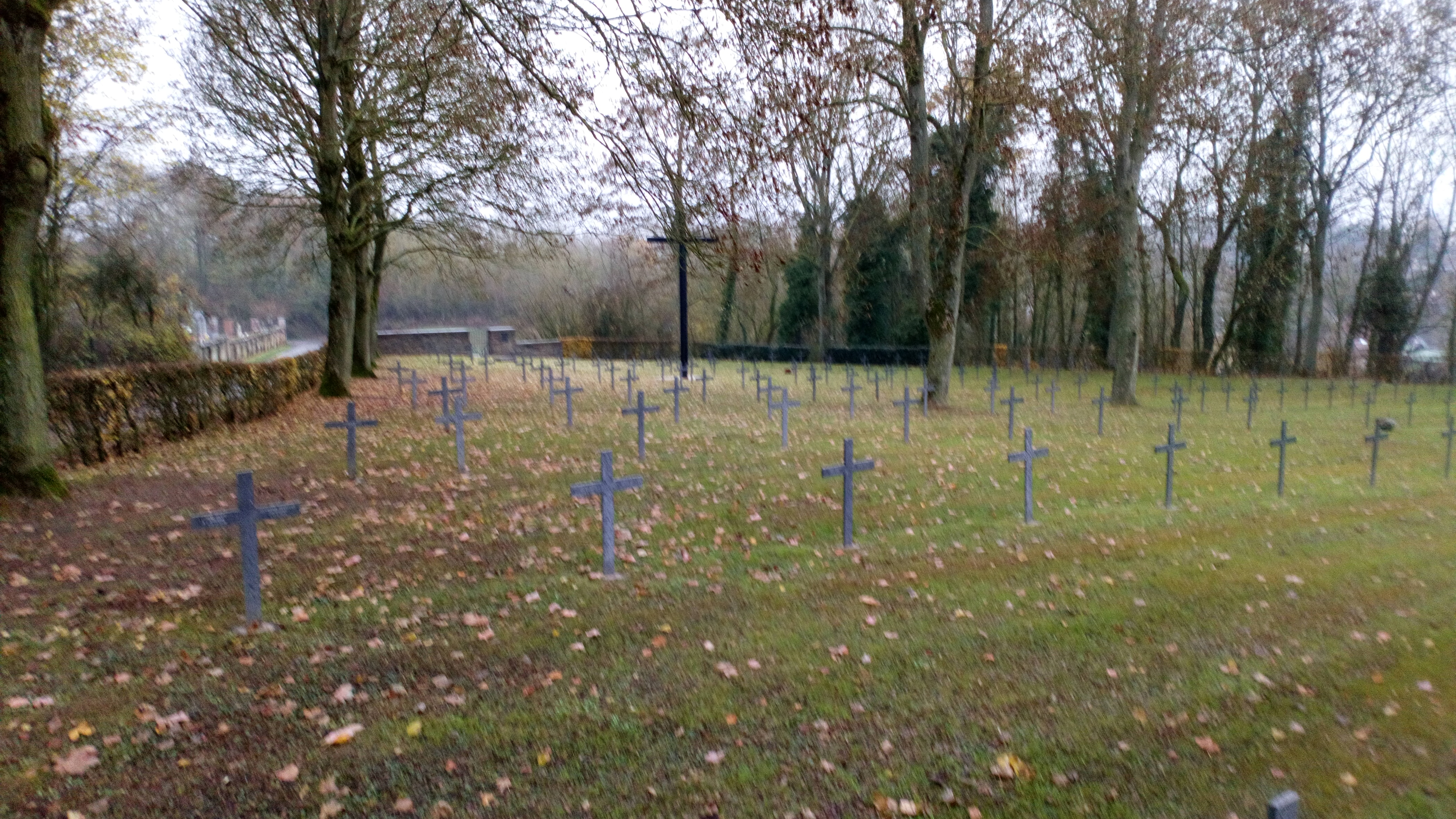
Cimetière militaire allemand.

## Héraldique
| Blason de Caix | Blason  | D'or au chevron d'azur accompagné en pointe d'un lion de gueules; au chef de gueules chargé d'un croissant d'argent accosté de deux étoiles du même. Ornements extérieursDécorations : Croix de guerre 1914-1918 |
| Blason de Caix | Détails | La commune a repris le blason moderne de la famille de Caix, seigneurs du lieu,. Utilisé par la commune, le statut officiel reste à déterminer.                                                                  |